# Krzywczyce (Lwów)

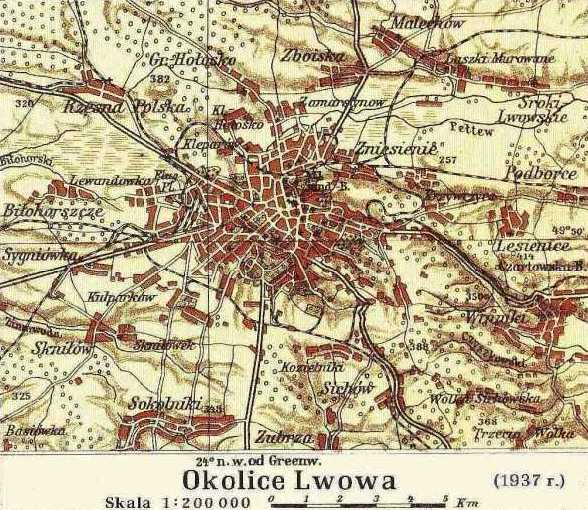
Okolice Lwowa, mapa topograficzna, 1937

Krzywczyce (ukr. Великі Кривчиці, Wełyki Krywczyci) – dzielnica Lwowa, w rejonie łyczakowskim, położona na wschód od Zniesienia; w latach 1934-39 siedziba gminy Krzywczyce; pełni funkcje mieszkaniowe; muzeum (1971).

## Położenie
Na zachód od Krzywczyc znajduje się góra Chomiec, która jest unikalnym reliktem flory „stepowej” i siedliskiem rzadkiej fauny bezkręgowców, stanowi najcenniejszy fragment Regionalnego Parku Krajobrazowego Zniesienie. Jest miejscem, gdzie ok. 100-200 tys. lat temu zatrzymało się zlodowacenie zwane ryskim. Z góry Chomiec wypływa potok Krzywczyca.

## Nazwa
Nazwę Krzywczyc historycy wywodzą od okolicznych lasów na wzniesieniach tzw. Krzywego Lasu.

## Historia
Po raz pierwszy kroniki wymieniają wieś Krzywczyce w 1447, ale ślady osadnictwa wskazują, że pierwsze siedziby ludzkie znajdowały się tu już w czasach przedchrześcijańskich. Podczas oblężeń Lwowa w 1648 i 1655 znajdował się tutaj obóz wojsk Bohdana Chmielnickiego. 
W wyniku I rozbioru Polski w 1772 r. Krzywczyce znalazły się w zaborze austriackim. Należały do cyrkułu lwowskiego. W wydanym po raz pierwszy w 1786 r. dziełku pt. „Geografia (...) Galicyi i Lodomeryi” jego autor, hrabia Ewaryst Andrzej Kuropatnicki, tak pisał o tej podlwowskiej wsi: Wieś od JW. Potockiego, podkomorzego Koronnego, pięknym pałacykiem ozdobiona, a austeryą od wielu lat. Tam bywają z miasta spacery, czyli dzikie promenady.
W 1830 powstała w Krzywczycach cukrownia, a w 1908 przez wieś wybudowano linię kolejową łączącą Podzamcze z dworcem w Łyczakowie. Podczas walk o Lwów w listopadzie 1918 wojska ukraińskie wycofujące się ze Lwowa kierowały się przez Krzywczyce, polskie wojsko zajęło wieś 22 listopada 1918. W 1925 Krzywczyce liczyły ok. 1 700 mieszkańców, w tym 71% Polaków. Rozporządzeniem z 11 kwietnia 1930 południowa część Krzywczyc została włączona do miasta, a zmiany wprowadzono w życie z dniem 1 kwietnia 1931. Rozpoczęto wówczas budowę kościoła pw. Podwyższenia Krzyża według projektu Wawrzyńca Dayczaka (obecnie cerkiew pw. Narodzenia Najświętszej Marii Panny). W części przyłączonej do Lwowa wybudowano „Robotniczą Kolonię Krzywczyce” oraz osiedle willowe według projektu Tadeusza Wróbla, Leopolda Marcina Karasińskiego i Maksymiliana Koczura, które nazwano „Kolonią Profesorską”. Było to osiemdziesiąt domów dwurodzinnych, w których zamieszkali profesorowie i wykładowcy Uniwersytetu Lwowskiego. Według badań Wołodymyra Kubijowycza Krzyczyce Wielkie w 1939 zamieszkiwało 1560 osób, w tym 1320 Polaków, 160 Żydów i 80 Ukraińców.
Podczas okupacji hitlerowskiej ludność żydowska została skierowana do getta na Zamarstynowie i wymordowana. W 1942 wiejską część Krzywczyc Niemcy przyłączyli do Lwowa (dzielnica Weinberger), dwa lata później po wprowadzeniu administracji radzieckiej przywrócono poprzedni przebieg granic i wieś znalazła się w rejonie nowojaryczowskim.
W czasie okupacji niemieckiej mieszkające tutaj polskie rodziny Halickich i Niedziółków ukrywały Żydów. Po wojnie Instytut Jad Waszem uhonorował za to tytułami Sprawiedliwych wśród Narodów Świata Mariana i Paulinę Halickich oraz Stanisława i Katarzynę Niedziółków i ich syna Władysława.
W 1962 Krzywczyce znalazły się w rozszerzonych granicach Lwowa. Obecnie znajduje się tu fabryka świec i przetwórnia owoców, ponadto na terenie Krzywczyc zlokalizowano skansen „Szewczenkowski Gaj”.

## Zabytki
- Cerkiew św. Ilji z 1698. wykopaliska archeologiczne w 1995 pokazały, że ok. XV-XVI wieku znajdowała się w tym miejscu murowana wieża obronna ochraniająca szlak kupiecki ze Lwowa na Wołyń. Miała kształt rotundy, jej fundamentów użyto jako podwalin pod budowę świątyni.
- Skansen „Szewczenkowski Gaj”